# 雙溪勿洛站
雙溪勿洛站 （英語：Sungei Bedok Station，代号：DT37/TE31）是新加坡地铁濱海市區線（第三期延線）以及湯申－東海岸線上的未来车站，位于新加坡本岛勿洛规划区。
该站以其鄰近的河流雙溪勿洛命名。

## 歷史
此站在2014年8月15日作為濱海市區線（第三期延線）一部分出現。與現有的港灣地鐵站類似，此未來的地鐵站將會是兩條路線的總站。